# 亞硝酸異丙酯
亞硝酸異丙酯，示性式：CH3CH(ONO)CH3，是由異丙醇的衍生亞硝酸酯。它在常溫常壓下呈為澄清的淡黄色油狀液體。 

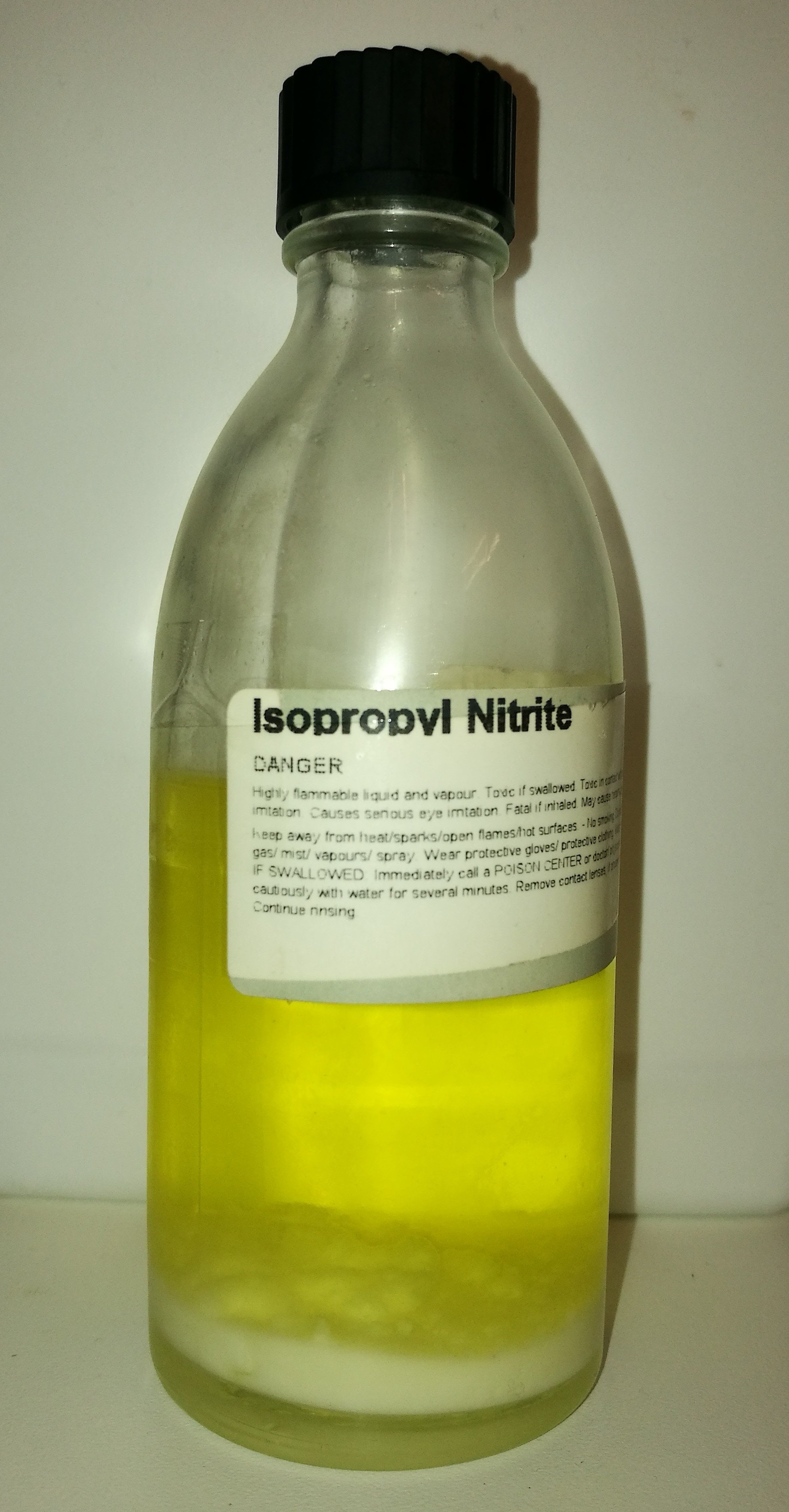
玻璃瓶中的亞硝酸異丙酯，底部的白色固体为无水硫酸镁。

## 應用领域
亚硝酸异丙酯是一种用作情慾芳香劑的化合物，一种引起短暂欣快感的吸入药。在情慾芳香劑的領域中，亞硝酸异丙酯已大範圍地取代了亚硝酸异丁酯的用途。

## 安全性
亚硝酸异丙酯与眼部黄斑部病变，中央盲點的视力障碍，q双侧中心黄斑症和内部节段/外部节段（IS / OS）连接破坏有关 ，这些疾病進程可能是可逆的。 